# Corymbia gilbertensis
Corymbia gilbertensis là một loài thực vật có hoa trong Họ Đào kim nương. Loài này được (Maiden & Blakely) K.D.Hill & L.A.S.Johnson mô tả khoa học đầu tiên năm 1995.